# 琼南木姜子
琼南木姜子（学名：Litsea verticillifolia）为樟科木姜子属下的一个种。